# S.XII (航空機)
 SPAD S.XII
- 用途：戦闘機
- 設計者： スパッド社
- 製造者： スパッド社
- 運用者** フランス空軍
  -  イギリス海軍
- 初飛行：1917年7月5日
- 生産数：300 機
- 退役：1923年(フランス空軍)
- 運用状況：退役

SPAD S.XII(SPAD XII、S.XII、SPAD 12などとも)は、フランスのスパッド社が開発した戦闘機である。第一次世界大戦中盤に高速戦闘機として大きな成功を収めたS.VIIの派生型である。

## 概要
S.XIIは、スパッド社の開発した最初の本格的な成功した軍用機であったS.VIIの最後の戦闘機型の派生型機であった。機体には、通常のヴィッカース機銃に加えて、37 mmの大口径砲（ピュトー37mm砲）がモーターカノン方式で装備されていた。大方の機体は220 馬力のイスパノ・スイザ 8Cbエンジンを搭載していたが、一部の機体は若干非力なイスパノ･スイザ 8Becを搭載していた。
S.XIIの試作機は、1917年7月5日に初飛行に成功した。その後、300 機が製造された。少数がイギリス海軍に納入されたが、これらの機体はフロートを履いた水上戦闘機型であった。
S.VIIの開発作業は戦後も継続され、最終的な発展型は1923年に初飛行した練習機、SPAD 62とSPAD 72となった。S.VIIシリーズの運用は、本国フランスでは1923年まで続けられた。

## スペック
- 初飛行：1917年
- 翼幅：8.00 m
- 全長：6.40 m
- 全高：2.55 m
- 翼面積：20.20 m2
- 空虚重量：587 kg
- 通常離陸重量：883 kg
- 発動機：イスパノ・スイザ HS.8Cb 水冷90°V型8気筒エンジン ×1
- 出力：220 馬力
- 最高速度：203 km/h
- 巡航速度：185 km/h
- 飛行継続時間：1時間45分
- 飛行上限高度：6350 m
- 乗員：1 名
- 武装：37 mm機関砲 ×1 （モーターカノン 弾数12発）、ヴィッカース製 7.7 mm機関銃|機銃 ×1

## 運用国
- フランス
- イギリス